# Alpen-Kratzdistel
Die Alpen-Kratzdistel (Cirsium spinosissimum) ist eine Pflanzenart aus der Gattung der Kratzdisteln (Cirsium) in der Unterfamilie der Carduoideae innerhalb der Familie der Korbblütler (Asteraceae). Weitere Trivialnamen sind Stachel-Kratzdistel, Vielstachel-Kratzdistel oder Kratzigste Kratzdistel. Ihr botanischer Name Cirsium spinosissimum bedeutet Dornigste aller Kratzdisteln.

## Beschreibung

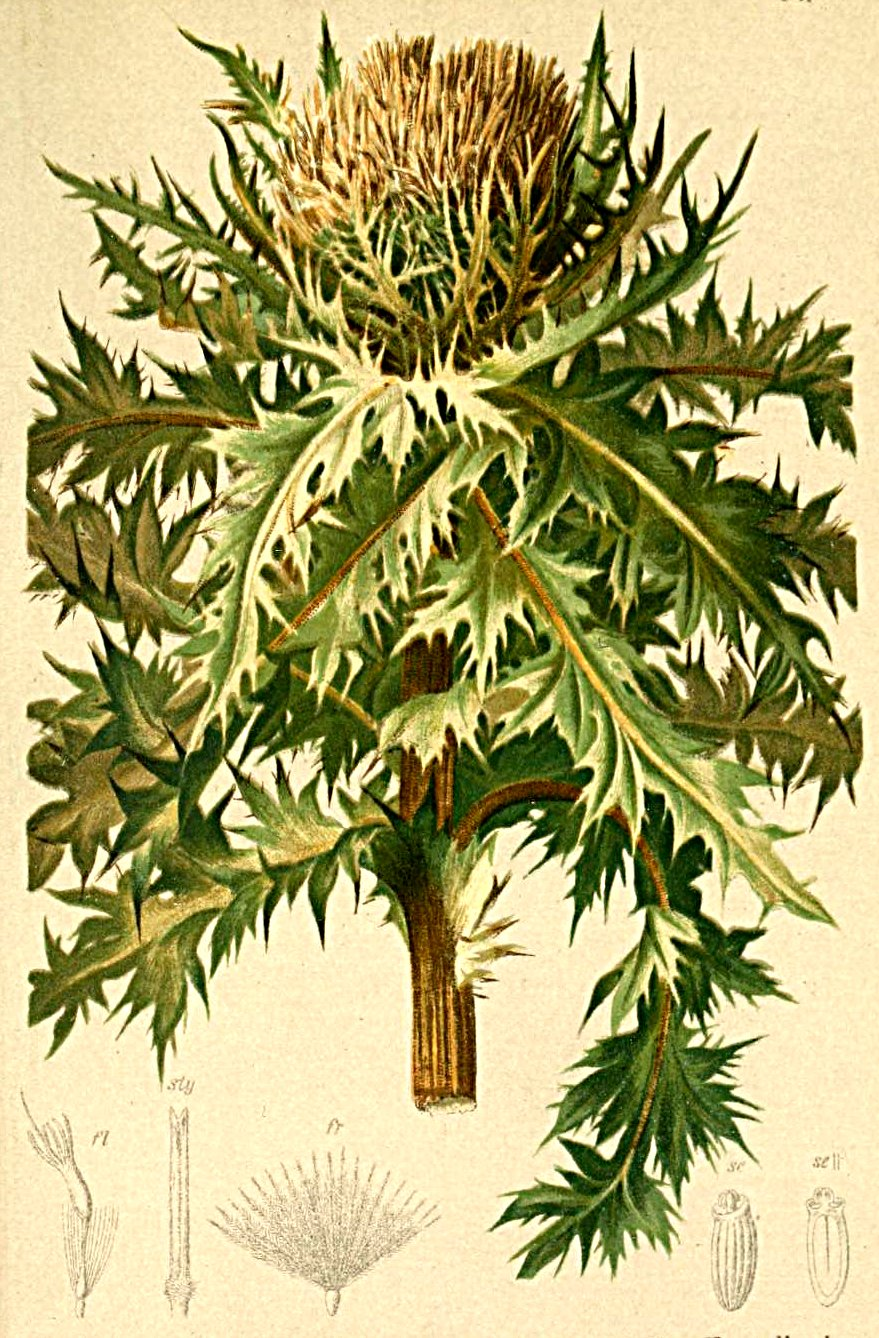
Illustration im Atlas der Alpenflora

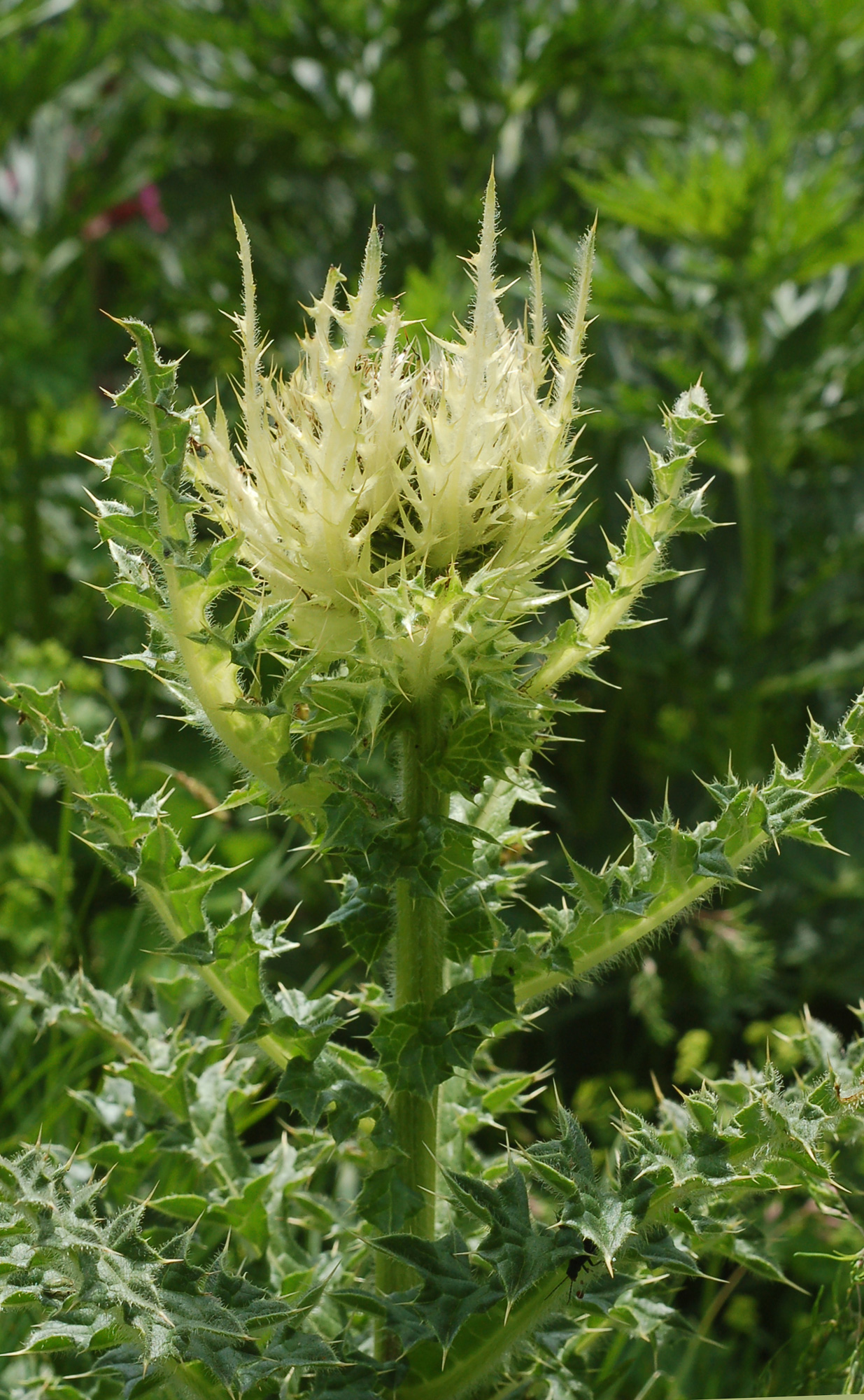
Blütenstand

### Vegetative Merkmale
Die ausdauernde krautige Pflanze erreicht Wuchshöhen von 20 bis 80, selten bis zu 120 Zentimetern. Sie besitzt einen walzenförmigen, oft „vielköpfigen“ „Wurzelstock“. Ihr Stängel ist aufrecht, einfach, selten wenig verzweigt; er ist dick und im unteren Teil schwach und im oberen Teil reichlicher behaart.
Der Stängel ist meist auf seiner ganzen Länge dicht wechselständig beblättert. Die steifen, stechenden Laubblätter sind gelb-grün, spärlich spinnwebig-wollig behaart, länglich und buchtig fiederspaltig. Die Laubblätter besitzen auf jeder Seite sieben oder acht dreieckig-längliche, ringsum scharf dornig gezähnte Blattabschnitte. Die unteren Laubblätter sind kurz gestielt, die oberen herzförmig stängelumfassend.

### Generative Merkmale
Die Blütezeit reicht von Juli bis September. Es stehen dicht knäuelig gehäuft meist zwei oder mehr bleich-gelbe Blütenkörbe zusammen. Der Gesamtblütenstand ist von zahlreichen, gelbgrünen, lang zugespitzten, buchtig dornig gezähnten und die Körbe überragenden Hochblättern umgeben. Diese Hochblätter sind 20 bis 25 Millimeter lang. Jeder Blütenkorb ist 20 bis 25 Millimeter hoch. Die Hülle ist walzenförmig; die Hüllblätter sind eilanzettlich und in eine lange kräftige Stachelspitze verschmälert. Die Röhrenblüten sind blassgelb.
Die 3 bis 5 Millimeter große, bräunliche Achäne besitzt einen gefiederten Pappus.
Die Chromosomenzahl beträgt 2n = 34.

## Ökologie
Bei der Alpen-Kratzdistel handelt es sich um einen mesomorphen, hygromorphen Hemikryptophyten.
Die Schauwirkung der Anhäufung der Blütenkörbe wird durch die lang zugespitzten Hochblätter noch verstärkt und ist in der kahlen Hochalpenregion weithin sichtbar. Als Bestäuber fungieren Falter, Käfer und Fliegen und Hymenopteren.

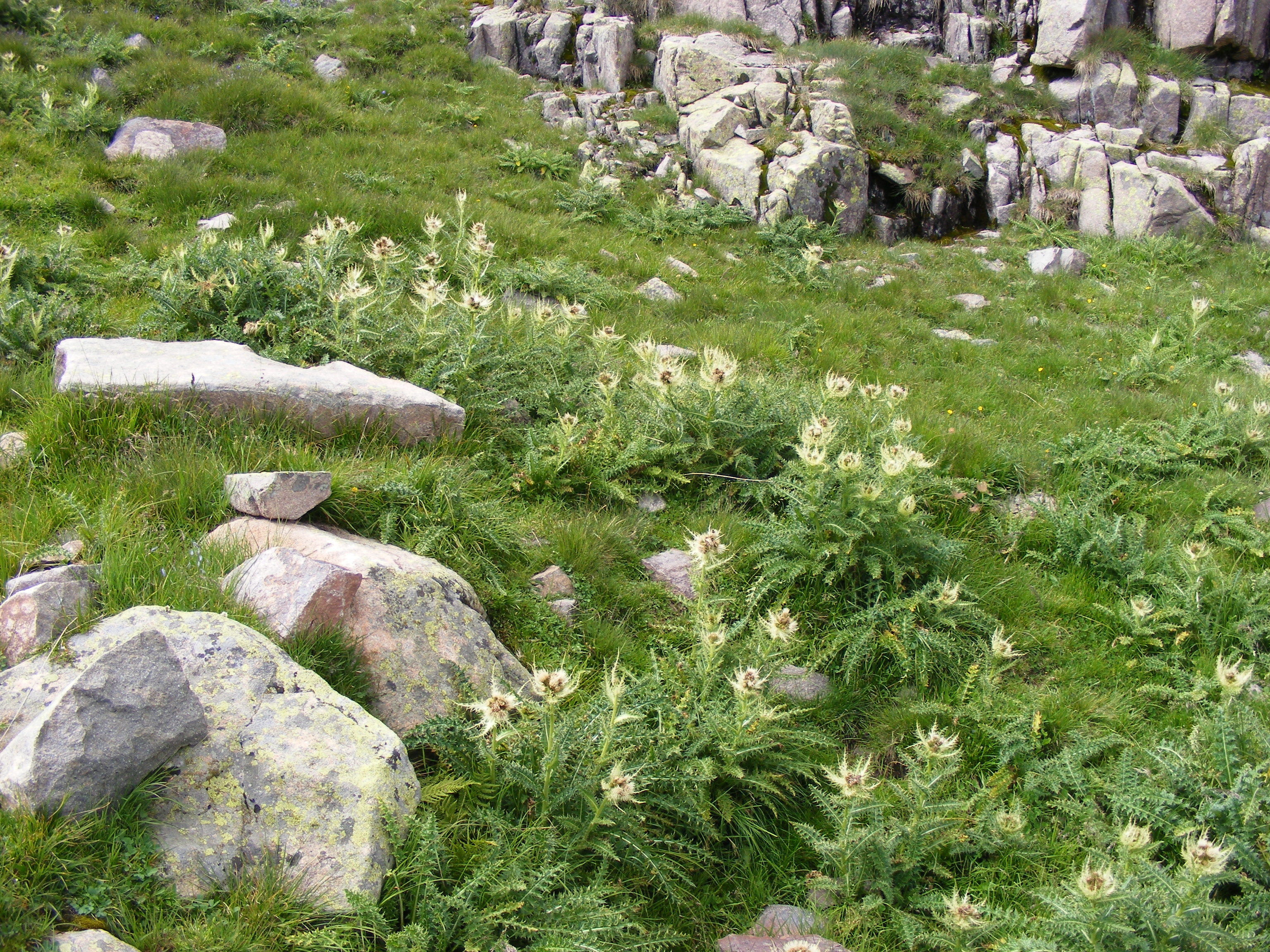
Habitus im Habitat

Die Alpen-Kratzdistel ist ein lästiges „Weideunkraut“ und wird auf Almen bekämpft. Die erwachsenen Pflanzen sind durch die vielen Dornen vor Viehfraß geschützt. Junge Blütenkörbe werden noch vom Kleinvieh gefressen.
Die Blütenkörbe werden oft vom Großen Distelrüssler (Larinus sturnus) ausgefressen. Die Laubblätter werden von der Acker-Schnecke (Limax agrestis) gefressen.
Die Alpen-Kratzdistel ist Wirtspflanze für die Pilzarten: Puccinia caricis-frigidae, Puccinia cirsii, Puccinia dioeca, Pyrenophora chrysospora, Rhabdospora cercospora, außerdem Arten der Gattungen Belonium, Calloria, Ciboria, Dasyscypha, Hypocreopsis, Lachnum, Mollisia, Naevia, Nectria, Pezizella, Phialea und Phomatospora.

## Vorkommen
Die Alpen-Kratzdistel kommt nur in den Alpen vor. Das Verbreitungsgebiet reicht von der Rhone ostwärts über Norditalien, die Schweiz und Deutschland bis nach Niederösterreich und die Steiermark. Angaben für den Apennin beziehen sich auf Bertolonis Kratzdistel (Cirsium bertolonii Spreng., Syn.: Cirsium spinosissimum subsp. bertolonii (Spreng.) K.Werner).
Häufige Standorte sind frische bis feuchte Hochstaudenfluren, insbesondere Bachränder, mit stickstoffreichen Böden auf Weiden, zwischen Felsblöcken, auf Gesteinsschutt und in Lägerfluren. Sie gedeiht in Höhenlagen von 1100 bis 3000 Metern. Die Alpen-Kratzdistel ist eine Charakterart des Peucedano-Cirsietum spinosissimi. In den Allgäuer Alpen steigt sie im Tiroler Teil am Gipfel des Hohen Lichts bis zu einer Höhenlage von 2600 Metern auf. Im Zieltal bei Meran erreicht sie eine Höhenlage von 2900 Meter, im Graubünden am Piz Ot eine Höhenlage von 2985 Meter und im Kanton Wallis einer Höhenlage von über 3000 Metern.
Die Alpen-Kratzdistel gilt als Stickstoffzeiger und Bodenfestiger.
Zeigerwerte nach Ellenberg sind: L-7, T-2, K-5, F-6, R-7, N-8, S-0.

## Nutzung
Die dornigen Blätter sind Meisterwerke der Ornamentik und dienten bereits im Mittelalter als Vorlage für Brokatstickerei und gotische Zierrate.
Junge Triebe werden als Spinat oder als Zutat für Frühlingskräutersuppen verwendet. In manchen Alpentälern wurde die Pflanze auch als Schweinefutter gekocht.

## Trivialnamen
Für die Alpen-Kratzdistel bestehen bzw. bestanden auch die weiteren deutschsprachigen Trivialnamen: Einhacken (Tirol bei Lienz) und Kraftwurz (Berchtesgaden).